# Dzielżan

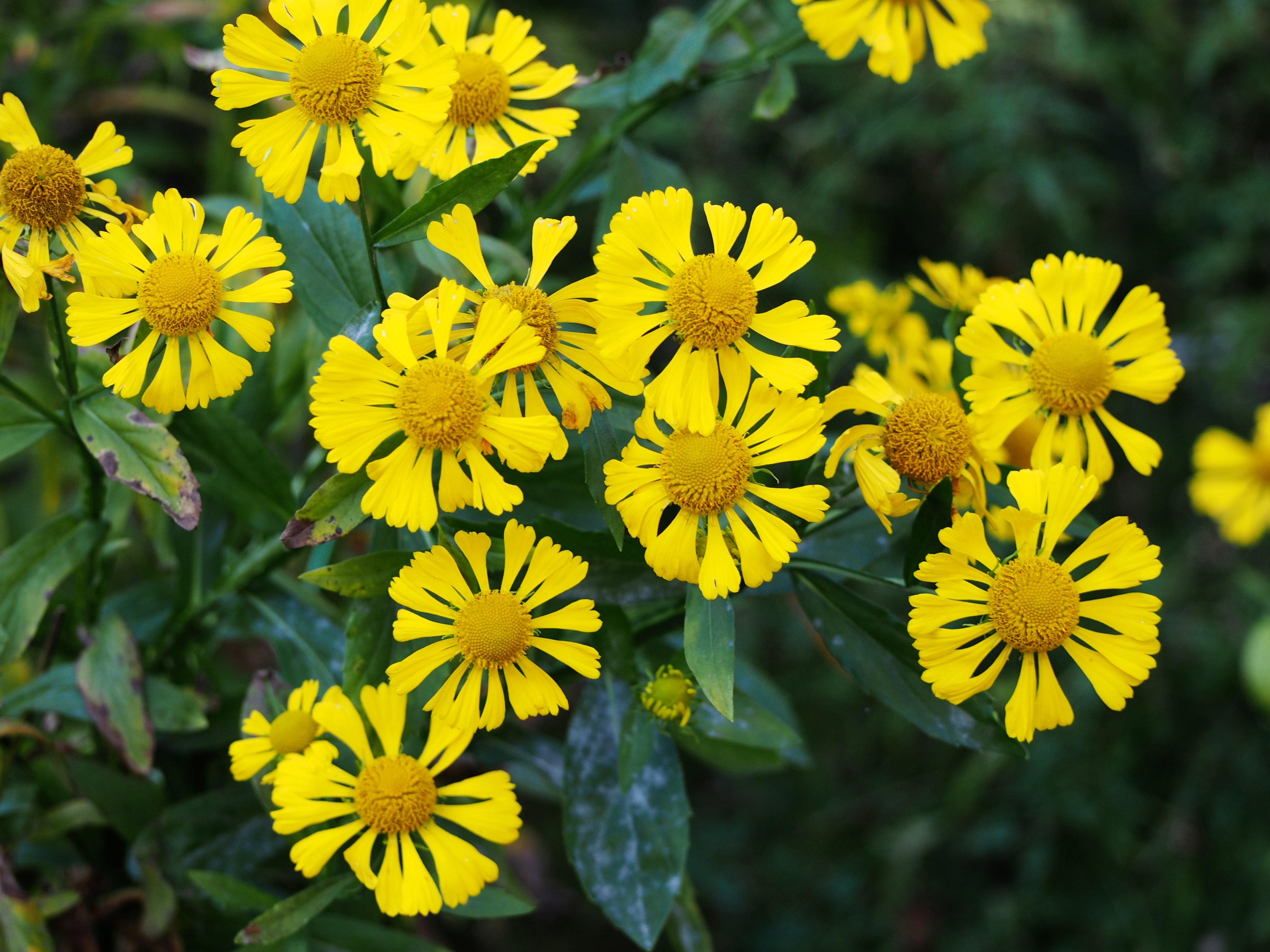
Dzielżan jesienny

Dzielżan (Helenium L.) – rodzaj roślin należący do rodziny astrowatych. Obejmuje ok. 32–33 gatunków. Zasięg rodzaju obejmuje rozległe obszary w Ameryce Północnej od Kanady po Antyle i Kostarykę, a także Chile, Argentynę i Urugwaj w Ameryce Południowej. Dzielżan jesienny H. autumnale oraz Helenium amarum zostały rozprzestrzenione i rosną zdziczałe w Europie, Azji i Australii. Pierwszy z tych gatunków notowany jest także jako przejściowo dziczejący w Polsce.
Rośliny te zasiedlają zwykle wilgotne łąki i siedliska bagienne.
Dzielżan jesienny H. autumnale w licznych odmianach jest uprawiany jako roślina ozdobna. Jego sproszkowane liście wykorzystywane są do pobudzania kichania. Laktony zawarte w H. amarum wykorzystywane są w środkach do ochrony roślin przed roślinożercami.

## Morfologia

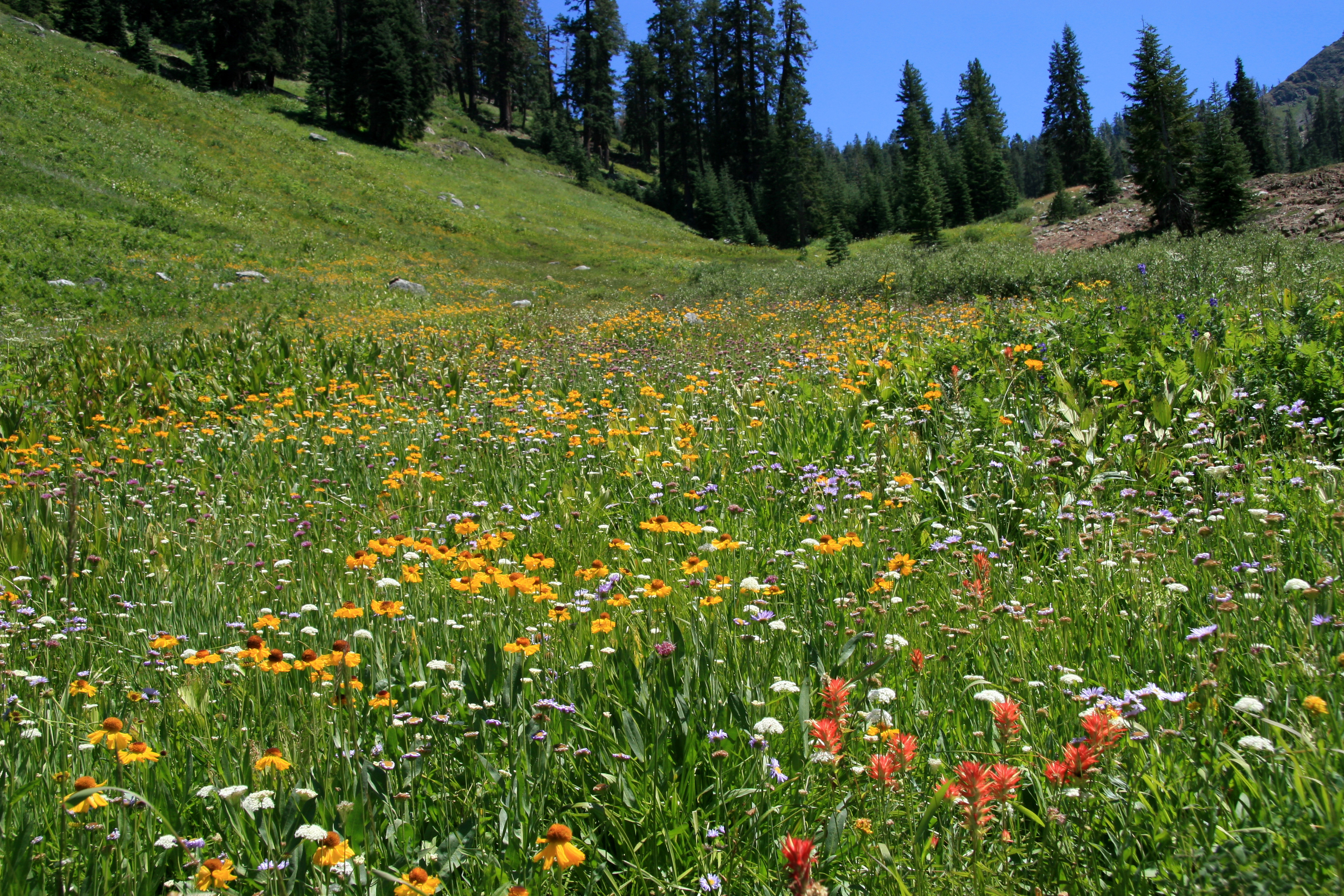
Dzielżan Bigelowa w naturze

PokrójRośliny jednoroczne, dwuletnie lub byliny o łodygach wyprostowanych, osiągających od 10 do 160 cm wysokości, często oskrzydlonych zbiegającymi nasadami liści. Pędy są nierozgałęzione lub rozgałęziają się w górnej części, są nagie lub owłosione, czasem gęsto.
LiścieSkrętoległe, choć najniższe liście są czasem naprzeciwległe. Siedzące lub ogonkowe, pojedyncze, o kształcie od jajowatego do lancetowatego i równowąskiego, często pierzasto klapowane, całobrzegie lub ząbkowane.
KwiatyZebrane w koszyczki powstające pojedynczo na szczycie pędu lub liczne, tworzące wiechowate lub baldachogroniaste kwiatostany złożone. Okrywy są kulistawe, półkuliste, stożkowate lub jajowate o średnicy od kilku mm do ponad 3 cm. Listki na okrywach ułożone są zwykle w dwóch rzędach (rzadko w pojedynczym lub trzech), są trwałe, w czasie owocowania zwykle odginają się. Dno kwiatostanowe jest wypukłe – stożkowate, półkuliste lub jajowate, dołkowane, zwykle pozbawione plewinek (czasem z drobnymi szczecinkami). Brzeżnych kwiatów języczkowych czasem brak lub jest ich od 7 do 34. Są żółte, fioletowe, czerwonawe lub brązowe, często ciemniej zabarwione u nasady i jaśniej w dalszej części. Kwiaty rurkowe są obupłciowe i płodne, liczne (od 75 do ponad tysiąca). Ich korony mają podobną paletę barw jak języczkowe – od żółtej po brązową, przy czym odwrotnie u nasady często są jaśniejsze, a na końcach ciemniejsze. Łatki na końcach rurki korony są trójkątne i jest ich 4 lub 5.
OwoceNiełupki 4- lub 5-kątne, nagie lub w różnym stopniu owłosione. Puch kielichowy tworzy 5–12 łusek całobrzegich, postrzępionych lub ościstych.

## Systematyka
Pozycja systematyczna
Rodzaj typowy dla plemienia Helenieae w podrodzinie Asteroideae z rodziny astrowatych Asteraceae. W niektórych ujęciach włączane są tu gatunki z rodzaju Hymenoxys, np. dzielżan Hoopesa Helenium hoopesii ≡ Hymenoxys hoopesii.
Wykaz gatunków
- Helenium amarum (Raf.) H.Rock
- Helenium amphibolum A.Gray
- Helenium arizonicum S.F.Blake
- Helenium aromaticum (Hook.) L.H.Bailey
- Helenium atacamense Cabrera
- Helenium autumnale L. – dzielżan jesienny
- Helenium bigelovii A.Gray – dzielżan Bigelowa
- Helenium bolanderi A.Gray
- Helenium brevifolium (Nutt.) Alph.Wood
- Helenium campestre Small
- Helenium chihuahuensis Bierner
- Helenium donianum (Hook. & Arn.) Cabrera
- Helenium drummondii H.Rock
- Helenium elegans DC.
- Helenium flexuosum Raf. – dzielżan nagokwiatowy[6], dz. kręty[12]
- Helenium glaucum Stuntz
- Helenium insulare (Phil.) Cabrera
- Helenium laciniatum A.Gray
- Helenium linifolium Rydb.
- Helenium mexicanum Kunth
- Helenium microcephalum DC.
- Helenium ovallense Bierner
- Helenium pinnatifidum (Schwein. ex Nutt.) Rydb.
- Helenium puberulum DC.
- Helenium quadridentatum Labill.
- Helenium scaposum Britton
- Helenium scorzonerifolium A.Gray
- Helenium thurberi A.Gray
- Helenium uniflorum (Spreng.) P.L.R.Moraes
- Helenium urmenetae (Phil.) Cabrera
- Helenium vallenariense (Phil.) Bierner
- Helenium vernale Walter
- Helenium virginicum S.F.Blake

## Zastosowanie
Niektóre gatunki są uprawiane jako ogrodowe rośliny ozdobne. Wśród uprawianych odmian ozdobnych niektóre są mieszańcami międzygatunkowymi. Są łatwe w uprawie i odporne na mróz. Wymagają słonecznego stanowiska i przepuszczalnej, ale wilgotnej gleby. Rozmnażają się przez wysiew nasion wiosną lub jesienią, albo przez podział starszych roślin. Przekwitnięte kwiaty usuwa się.
Gatunki uprawiane w Polsce
- dzielżan Bigelowa Helenium bigelowii A. Gray
- dzielżan nagokwiatowy Helenium nudiflorum Nutt.
- dzielżan jesienny Helenium autumnale L.
- dzielżan ogrodowy Helenium ×hybridum hort.